# 생화학분자생물학회
생화학분자생물학회(Korean Society for Biochemistry and Molecular Biology, KSBMB)는 대한민국 생화학 분야에서 가장 오래된 역사를 가진 학술단체로, 1948년에 대한생화학회로 창립된 뒤 학문발전의 시대적 변화에 발맞추어 1995년에 사단법인 대한 생화학분자생물학회로 개명되었으며, 2010년 1월에 생화학 및 분자생물학 분야의 양대 학회였던 한국생화학분자생물학회(1967년 설립)와 통합하여 생화학분자생물학회로 재출범하였다. 서울특별시 강남구 역삼동 635-4, 한국과학기술회관 801호에 있다.

## 주요 사업
- 학술대회, 심포지엄, 강연회 등 각종 학술행사의 개최
- 학술지, 소식지 등 각종 도서의 간행
- 연구의 장려와 우수한 업적의 표창
- 학술의 국제 교류와 협력
- 학계, 산업계, 연구계, 관계와의 교류와 협력

## 발행물
발행물로서는 국제학술지인 EMM(년1회)와 BMB Reports(년1회), 웹진(매월), KSBMB NEWS(년4회)등이 있으며, 년간 8개의 대규모 학술행사를 개최하고 있다.

### EMM
EMM(Experimental and Molecular Medicine)은 생화학분자생물학회의 국제 학술지(EMM)로, 한국의 생화학분야 최초로 발간된 학술지로서 2001년에 한국 과학기술단체연합회의와 한국학술진흥재단으로부터 우수국제학술지로 선정되었고, 2002년에는 SCI에 등재되는 업적을 이루었다. 년 1회 발간한다.

### BMB Reports
생화학분자생물학회지(Biochemistry and Molecular Biology Reports, BMB reports)는 SCIE등재 학술지(BMB Reports)로, 아시아 최초로 reports형식으로 발간하여, 최신 정보를 신속하게 제공하여 최근 IF가 급속하게 상승하고 있는 추세로 SCI진입 가능성이 점쳐지고 있다.